# エントレ・リオス州
エントレ・リオス州 （エントレ・リオスしゅう、Provincia de Entre Ríos）は、アルゼンチン共和国の州。アルゼンチンの東部メソポタミア地方に位置する。西をサンタフェ州と、北をコリエンテス州、東をウルグアイと接している。州都はパラナ。文化的にはブエノスアイレスよりもウルグアイのモンテビデオに近く、数度に渡ってアルゼンチンから独立しようとしたことがある。
州都パラナはフスト・ホセ・デ・ウルキーサのアルゼンチン連合の首都だった。コリエンテス州、ミシオネス州と併せてリトラル地方と呼ばれる。
エントレ・リオス州の州旗は、ホセ・ヘルバシオ・アルティーガスの掲げた連邦同盟の旗（アルティーガスの旗）でもある。

## 歴史
今日のエントレ・リオス州に初めて入植したのは、チャルーア族とグアラニー族で、それぞれ別の地域で生活していた。ロドリゲス・セラーノが太平洋に向けてウルグアイ川を上った1520年に、スペイン人がこの地に足を踏み入れた。
スペイン人による初めての恒久入植地は、16世紀末、今日のラパス県に建てられた。初めにアスンシオン、次にブエノス・アイレスの知事を務め、エルナンダリアスはエントレ・リオスの未開の土地の探査を行った。フアン・デ・ガライは、サンタ・フェを建設した後、この地域の探検を行い、ラ・オトラ・バンダ  (川の向こう岸) と命名した。
だが、17世紀末に、隣接するサンタ・フェ州から、植民団が今日の州都であるバハダ・デル・パラナに入植するまで、この地域は例外なく原住民の手にあり、ヨーロッパ人に入植されないままだった。またこの時期に今のノゴヤ、ヴィクトリア、グアレグアイ、グアレグアイチュ、コンセプシオン・デル・ウルグアイ、コンコルディアといった都市が築かれた。 
ブラジルのポルトガル軍の侵攻の脅威から、トマス・デ・ロカモラが1783年にこの地のさらなる探検を行い、前記の都市の多くに公的地位を与えた。彼は初めてこの地域をエントレ・リオスと呼んだ。この時、ヨーロッパ人の入植地の規模は取るに足らない程度のものだったが、五月革命の最中、パラナ沿岸にある都市に住む少数の入植者が、パラグアイへ進軍するマニュエル・ベルグラーノの軍を支援した。 
スペインからの独立戦争に際してエントレ・リオス州はアルティガスの連邦同盟に加わった。連邦同盟に属していたエントレ・リオス州のフランシスコ・ラミレス将軍は、統領のアルティガス将軍がポルトガルに敗北し、パラグアイに亡命した後も連邦同盟の将軍としてブエノスアイレスと戦い勝利したので、1820年9月29日から一年後の7月10日に暗殺されるまでにわたり、今のエントレ・リオス州とコリエンテス州とミシオネス州を合わせてエントレ・リオス共和国を樹立した。
1853年に開かれたブエノス・アイレス以外の全州を集めた会合で、パラナはアルゼンチン連合の首都に選ばれ、エントレ・リオス知事ウルキザが初代大統領になった。州都はコンセプシオン・デル・ウルグアイに移された。後にウルキザはセペダの戦いでブエノス・アイレス側に勝利したが、パボンの戦いで自らの兵士の後退を許し、その結果ブエノス・アイレス側のバルトローメ・ミトレが大統領に就任することを許した。彼は16年の任期の後1870年に暗殺された。彼の支持者であったリカルド・ロペス・ホルダンが彼への信頼を失い、暗殺を命じたともされている。
ウルキザは「植民契約」でヨーロッパ人 (主にヴォルガ・ドイツ人、ロシア人 (ロシア領内のユダヤ人やポーランド人含む) 、イタリア人、スイス人、フランス人)を用いて多くの耕作入植地を建て、移民を集めた。1903年の国勢調査では、この地域の425,373人の住人のうち、153,067人が移民であった。

## 経済

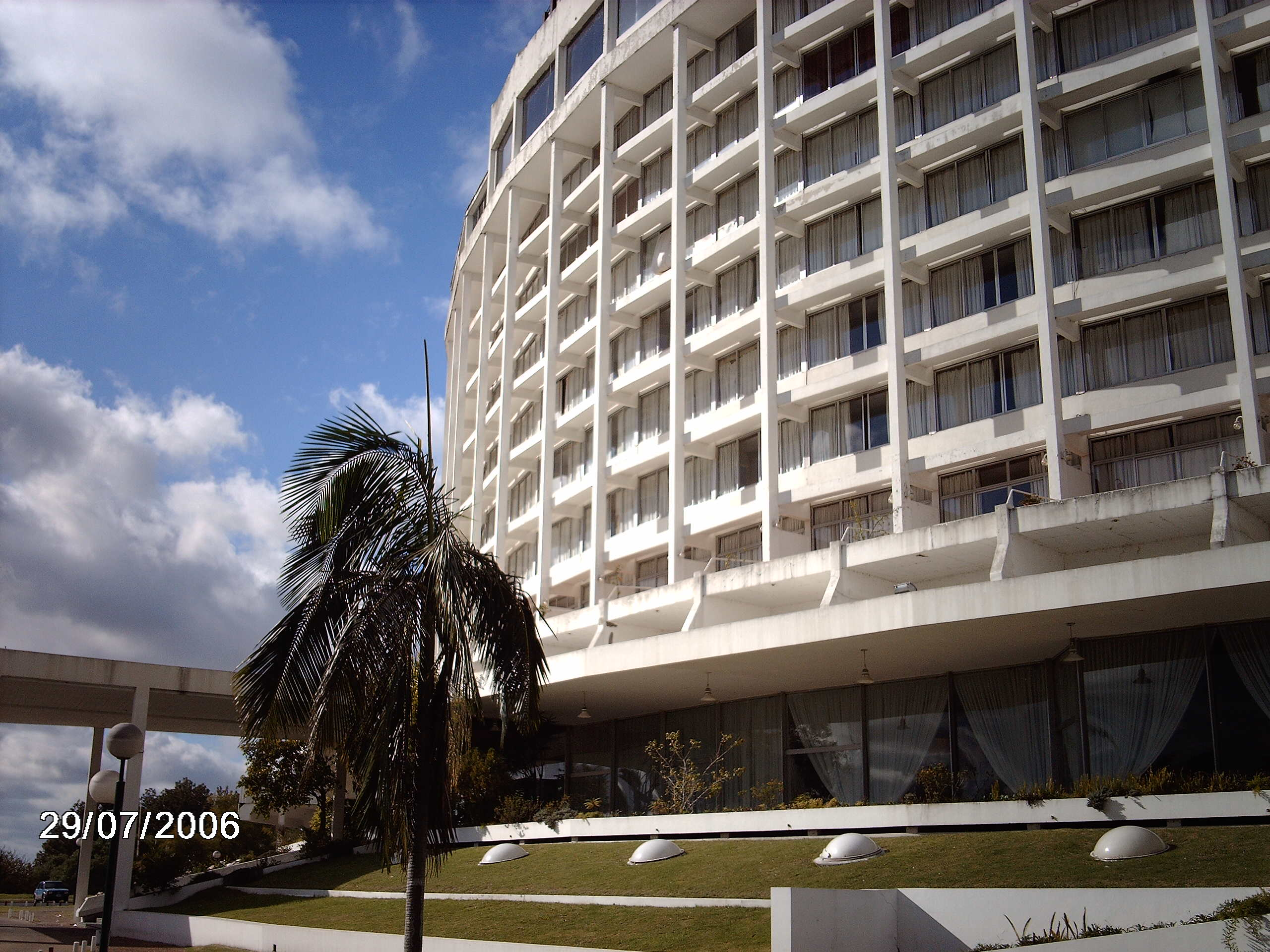
Hotel Mayorazgo, Paraná.

エントレ・リオス州はアルゼンチンで6番目に大きい経済規模を持つ。2006年における州総生産は、推定で、77.1億米ドル、また一人当たり6,710米ドルであった（国内平均の4分の3）。2013年では、推定で、州総生産は638.14億ペソ（およそ116.88億米ドル）、また現在の市場価格で、一人当たり48,327ペソ（およそ8,851米ドル)であった。これは2013年におけるアルゼンチン国内での平均一人当たりGDPの69,678ペソ（およそ12,762米ドル）より21パーセント低い。
州の経済は、長く国内の中央値と比べて農業的であり続け、総生産の15パーセントを占めている。エントレ・リオス州における農産物には米（国内生産の60パーセント）、大豆、小麦、トウモロコシ、柑橘類などがあり、また二番目に大きい柑橘類生産地であり生産高の16パーセントを主にヨーロッパへ輸出している。畜産業はウシ（450万頭）が中心で、ヒツジ産業は生産高に占める割合を減らしつつあり、60,000平方キロメートルが使われている。酪農産業は拡大傾向にあり、年に25万トン弱の乳製品を生産している。
ニワトリと鶏卵の国内総生産のうち、エントレ・リオス州産はそれぞれ37パーセントと25パーセントを占めている。他、蜂蜜とその加工製品が成長過程にあり、主に輸出に向けられている。また他のリトラル地域のようにユーカリを使った林業が盛んである。
エントレ・リオス州では製造業は大きな存在であり、総生産の15パーセントを占めている。州の工業はほぼ農産業と結びついている。食品産業、飲料産業や、製粉工場、精米工場が最たる例だ。工業には他に製材、化学工業、冶金、機械工業などがある。

## 地理と気候
エントレ・リオスとはスペイン語で川の間という意味である。その名の通り北をグアイキラロ川、西をパラナ川、東をウルグアイ川に囲まれた島であり、橋が出来るまでは船でしか行くことが出来なかった。パンパにあり、どこまでも平坦な草原が広がる。対岸のウルグアイのように温泉も多い。
多くの国立公園や、イエズス会伝道所跡が残る。

## 芸術・文化
ウルグアイとの国境に近いグアレグアイチュでは毎年アルゼンチンで最も長いカルナバルが行われる。エントレ・リオス州はミュージシャンリリアナ・エレーロの出身地である。

## 隣接州
- コリエンテス州
- アルティガス県
- サルト県 (ウルグアイ)
- パイサンドゥ県
- リオ・ネグロ県
- ソリアノ県
- コロニア県
- ブエノスアイレス州
- サンタフェ州

## 下位行政区画
1. コロン・デパルタメント (エントレ・リオス州)（英語版）
2. コンコルディア・デパルタメント（英語版）
3. ディアマンテ・デパルタメント（英語版）
4. フェデラシオン・デパルタメント（英語版）
5. フェデラル・デパルタメント（英語版）
6. グアレグアイ・デパルタメント（英語版）
7. グアレグアイチュ・デパルタメント（英語版）
8. イスラス・デル・イビクイ・デパルタメント（英語版）
9. ラ・パス・デパルタメント (エントレ・リオス州)（英語版）
10. ノゴジャ・デパルタメント（英語版）
11. パラナ・デパルタメント（英語版）
12. サン・ホセ・デ・フェリシアーノ・デパルタメント（英語版）
13. サン・サルバドル・デパルタメント (エントレ・リオス州)（英語版）
14. ターラ・デパルタメント（英語版）
15. ウルグアイ・デパルタメント（英語版）
16. ビクトリア・デパルタメント（英語版）
17. ビジャグアイ・デパルタメント（英語版）